# United States Space Command
L’United States Space Command (USSPACECOM) est un des onze commandements interarmées de combat des forces armées des États-Unis, chargé des opérations spatiales.
L'USSPACECOM est distinct et complémentaire de l'United States Space Force : en tant que branche des forces armées, l'US Space Force organise, entraine et équipe les forces spatiales; alors qu'en tant que commandement interarmées de combat, l'USSPACECOM emploie des forces confiées par les services pour accomplir directement des missions dans le domaine spatial.

## Historique

### Création

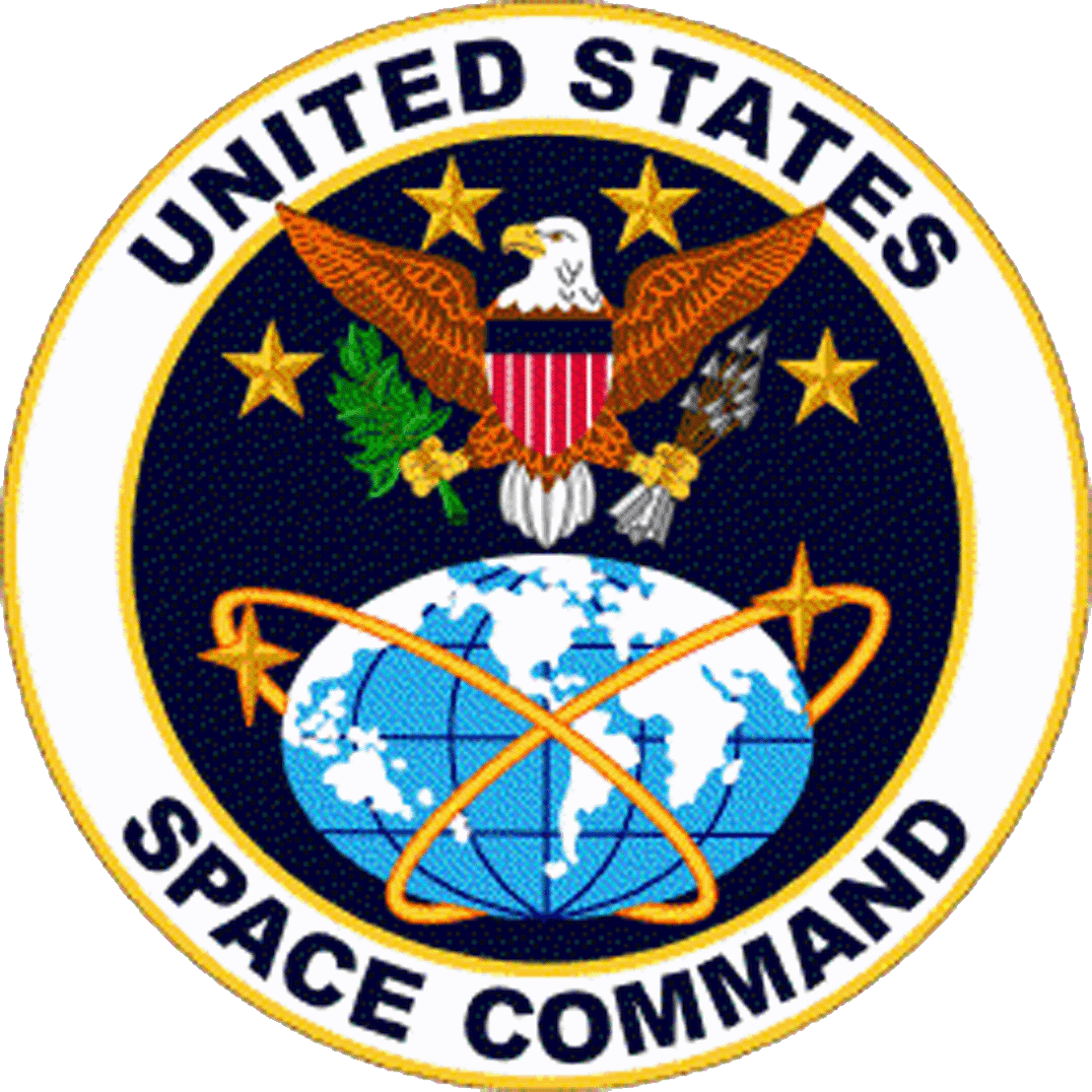
Emblème de l'US Space Command de 1985 à 2002

Ce commandement a été créé en septembre 1985 pour coordonner les branches spatiales de l'Air Force, de l'Armée de Terre et de la marine américaine. Son commandant était également le commandement du NORAD, ainsi que de l'Air Force Space Command.
Les membres de l'USSPACECOM mettent en orbite des satellites, s'assurent de leur protection et de leur bon fonctionnement pour fournir les informations utiles aux combattants. Ces satellites peuvent servir à surveiller les tirs de missiles, assurer des communications au niveau mondial avec les forces déployées, gérer le déplacement des unités, collecter et fournir des informations météorologiques, coordonner l'imagerie spatiale entre les agences de renseignement et les unités armées, etc.

### Dissolution
Les attentats du 11 septembre 2001 provoquèrent la réorientation de l'Armée américaine vers la lutte contre le terrorisme. En 2002, un nouveau commandement militaire, le NORTHCOM fut créé pour coordonner les opérations sur le continent nord-américain et sanctuariser le territoire national (à l'instar du département de la Sécurité Intérieure). Dans le même temps, le Space Command fut absorbé par le Strategic Command.

### Rétablissement
Le National Defense Authorization Act de 2019, promulgué en 2018, ordonna le rétablissement du Space Command comme commandement subordonné au Strategic Command. Toutefois, le 18 décembre 2018, Donald Trump ordonna qu'il devienne plutôt un commandement unifié indépendant chargé des opérations spatiales, ce qui inclut celles détenues par le Strategic Command jusqu'ici,. Cette élévation doit encore être confirmée par le Congrès.
Le 26 mars 2019, le général John W. Raymond est nommé provisoirement à la tête du Space Command, en attendant confirmation par le Sénat,. Dans le même temps, l'Air Force annonce les finalistes pour la future localisation du QG du Space Command, de même que les services qui composeront ce commandement.
Le 29 août 2019, le Space Command est officiellement réactivé. Le 20 décembre 2019, avec la création de la United States Space Force, ce commandement sera d'ici 2024 absorbé par cette dernière. Le commandant du Space Command devient le premier Chef des Opérations spatiales,.

## Liste des commandants
|    | Nom                                     | Photo | Prise de fonction | Départ           | Commandements précédents ou suivants |
| -- | --------------------------------------- | ----- | ----------------- | ---------------- | --- |
| 1  | Général Robert T. Herres, USAF          |       | Septembre 1985    | 1987             | 1er Vice-chef d'État-Major des armées (1987–1990) |
| 2  | Général John L. Piotrowski, USAF        |       | 1987              | 1990             | 22e Vice-Chef d'État-Major de l'Air Force (1985–1987) |
| 3  | Général Donald J. Kutyna, USAF          |       | 1990              | 1992             | Membre de la Commission Rogers (1986–1988) |
| 4  | Général Charles A. "Chuck" Horner, USAF |       | Juin 1992         | Septembre 1994   | Commandant de la 9e Air Force, et commandant des U.S. Central Command Air Forces (1987–1992), il a dirigé les opérations aériennes des États-Unis et alliées dans le cadre des opérations Bouclier du désert et Tempête du désert. |
| 5  | Général Joseph W. Ashy, USAF            |       | Septembre 1994    | Août 1996        | |
| 6  | Général Howell M. Estes III, USAF       |       | Août 1996         | 14 août 1998     | |
| 7  | Général Richard B. Myers, USAF          |       | 14 août 1998      | 22 février 2000  | 5e Vice-chef d'État-Major des armées (2000–2001) 15e Chef d'État-Major des armées (2001–2005) |
| 8  | Général Ralph E. "Ed" Eberhart, USAF    |       | 22 février 2000   | 1er octobre 2002 | 27e Vice-Chef d'État-Major de l'Air Force (1997–1999) Commandant du NORTHCOM (2002–2005) |
| 9  | Général John W. Raymond, USAF           |       | 29 août 2019      | 20 août 2020     | Commandant de l'Air Force Space Command (2016–2019) Chief of Space Operations (2019-2022) |
| 10 | Général James H. Dickinson, US Army     |       | 20 août 2020      | Présent          | |